# Hyponerita tipolis
Hyponerita tipolis är en fjärilsart som beskrevs av Druce 1896. Hyponerita tipolis ingår i släktet Hyponerita och familjen björnspinnare. Inga underarter finns listade i Catalogue of Life.